# Fabian Gastellier
Pour les articles homonymes, voir Gastellier.
Fabian Gastellier, née le 29 mars 1956 à Paris, est une journaliste, écrivain et éditeur française.

## Biographie
Fille de médecins, licenciée es lettres, elle entame, sans jamais la terminer, une maîtrise en littérature comparée portant sur le thème de La Mort du Commandeur dans le mythe de Don Juan (sous la direction de Pierre Brunel). Après ses études à Paris IV-Sorbonne où, en philosophie, elle a Vladimir Jankélévitch pour professeur, elle suit, bien  que se déclarant totalement athée des cours de théologie protestante sous la férule de Richard Stauffer. Simultanément, elle commence une carrière de critique de cinéma, sur les conseils de son « maître » et ami Jean-Louis Bory.
À dix-huit ans, elle publie comme pigiste son premier article à Télérama sur le renouveau du cinéma Suisse. Elle réitère cette collaboration avec un portrait de Dirk Bogarde. Elle collabore à Jeune Cinéma de 1976 à 1979. C'est cependant vers le théâtre qu'elle se tourne très vite, tenant ou partageant la rubrique théâtrale tour à tour dans F Magazine, L'Unité, hebdomadaire du Parti socialiste, Terres de femmes et le magazine Elle. Elle exerce cette profession quinze ans durant au micro du Masque et la Plume sur France Inter.
Elle a également été critique musicale, notamment dans Le Quotidien de Paris comme dans le magazine Opéra International ou Terres de femmes,  participant aussi à la chronique culturelle de cette dernière revue.
En plus de sa carrière de critique, elle a été aussi reporter, mais est contrainte d'interrompre cette activité après un grave accident survenu en 1995.
Ardente militante contre la peine de mort (elle a assisté, en 1976, au procès de Christian Ranucci), membre de l'Union américaine pour les libertés civiles (ACLU) et de la National Coalition to Abolish the Death Penalty (en), elle a, par ailleurs, traduit le récit de Richard Michael Rossi : Dix-sept ans dans le Couloir de la Mort, paru aux éditions Fayard avec une préface de Robert Badinter. 
En 1999, elle part vivre à Nashville pour travailler avec le magazine d’investigation Justice Denied sur le dossier de Philip Workman (qui sera malgré tout exécuté en 2007).
En 2000, elle s’installe dans l’Ouest américain, à Phoenix (Arizona) puis Santa Fe (Nouveau-Mexique) où elle continue de s’investir dans les dossiers de peine de mort, en lien, notamment, avec le Death Penalty Information Center de Richard Dieter. En 2005, elle rentre en France. 
En 2010, elle crée Notes de Nuit, structure d'édition et de production tout en continuant de travailler dans le milieu de l'art moderne et contemporain.
En 2013, Notes de Nuit devient une maison d'édition à part entière, comptant trois collections : la collection Jean-Pierre Faye, la collection la Beauté du geste, qui cherche à retracer les parcours des musiciens (chefs d'orchestre, interprètes ou compositeurs) qui ont eu à subir les censures du nazisme hitlérien ou du fascisme de Mussolini. Enfin la collection Le passé immédiat dont le but est de publier des témoignages souvent inédits et écrits par des déportés dans les camps de concentration ou d'extermination.
Divorcée de Olivier Todd, mariée depuis 2003 à un avocat pénaliste américain exerçant au Texas (1963-2022), elle a par ailleurs partagé la vie du comédien Robert Rimbaud, disparu en 1995.

## Œuvres
- L'Hôtel, roman, éditions Stock, 1993.
- Angélique Arnauld, biographie de l'Abbesse de Port-Royal, éditions Fayard, 1998[4].
- Le Voyage d'Alberto et autres nouvelles, Notes de Nuit éditions, 2012.
- Fritz Busch, l'exil: 1933-1951., Notes de Nuit éditions, 2017[5],[6],[7] - Prix du meilleur livre sur la musique décerné par l'association professionnelle de la critique de théâtre musique et danse (Prix du Syndicat de la critique)

## Édition

### Collection Jean-Pierre Faye
- Diwan Sertão, poème de Jean-Pierre Faye et peintures d'Anne Slacik, édité sur les presses de l'Imprimerie nationale, Notes de Nuit, 2011.
- Yumi, de Jean-Pierre Faye, livre audio: lecture par Aurore Clément, Notes de Nuit, 2012.
- Lettre à dia fidia, de Jean-Pierre Faye, imprimé sur les presses de L'Imprimerie nationale, Notes de Nuit, 2012.
- L'Ovale [détail], de Jean-Pierre Faye, Notes de Nuit, 2012.
- Entre les rues, de Jean-Pierre Faye, Notes de Nuit, 2012.
- La Cassure, de Jean-Pierre Faye, Notes de Nuit, 2013.
- Battement, de Jean-Pierre Faye, Notes de Nuit, 2014.
- Didjla, le Tigre, de Jean-Pierre Faye, livre audio: lecture par Bérangère Bonvoisin, Notes de Nuit, 2014.
- Poème...(s) en lecture, de Jean-Pierre Faye, livre audio, Notes de Nuit, 2014.
- Éclats dans la philosophie, de Jean-Pierre Faye, préface de Michèle Cohen-Halimi, Notes de Nuit, 2015.
- Analogues, de Jean-Pierre Faye, Notes de Nuit, 2015.
- Couleurs pliées, de Jean-Pierre Faye, Notes de Nuit, 2015.
- L'Écluse, de Jean-Pierre Faye, Notes de Nuit, 2016.

### Collection Le passé immédiat
- Fuir, de Klara Kiss, Notes de Nuit 2014[8].
- Cadavres en sursis, journal du camp de Westerbork, de Philip Mechanicus, Notes de Nuit, 2016[8].
- Et tout s'effondre, de Klaartje de Zwarte-Walvisch, Notes de Nuit, 2016.
- L'Héritage du commandant : le petit-fils du commandant d'Auschwitz raconte, de Rainer Höss, Notes de Nuit, 2016.

### Collection la beauté du geste
- Réflexions sur Toscanini, musique et politique, de Harvey Sachs, Notes de Nuit 2014.
- Otto Klemperer, les années allemandes, de Eva Weissweiler, Notes de Nuit 2015.
- Une vie de musicien, de Fritz Buch, Notes de nuit 2018- Sélection du prix France Musique des Muses 2018[9],[10].